# 布拉德·加雷特
布拉德·加雷特（1960年4月14日—）是美國男演員兼獨角喜劇演員，三次獲得黃金時段艾美獎。他出生在加利福尼亞，是一位猶太人，有兩個哥哥。他曾就讀於加州大學洛杉磯分校，但入學六個禮拜之後就退學投入喜劇事業。